# Kuki, Saitama
Kuki (久喜市 Kuki-shi) là một thành phố thuộc tỉnh Saitama, Nhật Bản.